# Wien Holding
Die Wien Holding GmbH ist ein privatrechtlich organisiertes Unternehmen im Besitz und Eigentum der Stadt Wien.

## Geschichte
Bis in die 1970er Jahre standen die Betriebe und Beteiligungen der Stadt Wien unter Hoheitsverwaltung. Per Gemeinderatsbeschluss wurde im Mai 1974 die WABVG – Wiener Allgemeine Beteiligungs- und Verwaltungsgesellschaft gegründet, um alle Beteiligungen der Stadt Wien unter einheitlicher Leitung zusammenzuschließen. 24 Unternehmen wurden in die Wien Holding eingebracht.
Im Laufe ihrer Geschichte zählte die Wien Holding eine Vielzahl bedeutender Unternehmen zu ihrem Portfolio. So gehörten etwa der Verlag Jugend & Volk sowie die GEWISTA dazu. Im Baubereich waren die WIBEBA, die Fertigteilbau Wien sowie die Wiener Baustoff- und Betonsteinwerke aktiv. 
Im Tourismus- und Gastronomiebereich waren die WIGAST, die GUSTANA, die Club Menü Service, die Wienerwald-Kette und die Kurkonditorei Oberlaa tätig. Aus dem Medizinbereich kamen das Serotherapeutische Institut, das Wiener Nierensteinzentrum und die Odelga. Für die Abfallentsorgung waren die Biomüll-Gesellschaft, die EbS und Tierkörperverwertung Wien verantwortlich. Das Wiener Fernwärmenetz wurde vom Wien Holding-Unternehmen Heizbetriebe Wien maßgeblich ausgebaut.
Im Bereich der Nahversorgung errichtete die Ekazent zahlreiche Einkaufszentren und Märkte, während die Frigoscandia mehrere Kühlhäuser betrieb. Mit dem Ausbau des Kabel-TV-Netzes sorgte die Kabel-TV-Wien für eine Revolution auf den Fernsehbildschirmen. Auch eines der traditionsreichsten Wiener Unternehmen – die Wiener Porzellanmanufaktur Augarten – war Teil des Wien Holding-Konzerns.
Im Jahr 2002 erfolgten eine umfassende Reorganisation und Neupositionierung der Wien Holding. Ehemals ausgegliederte Betriebe und Unternehmen wurden wieder integriert. Mit der Neustrukturierung erhielt die Wien Holding die nötigen Rahmenbedingungen und Strukturen, um sich im verstärkten Wettbewerb auf den liberalisierten und globalisierten Märkten erfolgreich behaupten zu können.
In der Holding wurden privatrechtlich organisierte Betriebe zusammengefasst, die, wie z. B. die 1921 gegründete Gesiba oder die im gleichen Jahr gegründete Wiener Messe, die oft schon seit Jahrzehnten ganz oder zum Teil im Besitz der Stadt Wien stehen. Ebenso die Außenwerbeunternehmung GEWISTA, der Verlag Jugend & Volk, die WIBEBA, die Fertigteilbau Wien, die Wiener Baustoff- und Betonsteinwerke, die WIGAST, die GUSTANA, die Club Menü Service, die Wienerwald-Kette oder die Kurkonditorei Oberlaa, das Serotherapeutische Institut, das Wiener Nierensteinzentrum oder die Odelga, die Biomüll-Gesellschaft Wien, die EbS und Tierkörperverwertung Wien, die Ekazent, die Frigoscandia, Wiener Porzellanmanufaktur Augarten waren Teil dieser Holding.

## Aktuell
Die Wien Holding ist in vier Geschäftsbereiche unterteilt: Kultur, Veranstaltungsmanagement und Sport, Immobilienmanagement, Logistik und Mobilität und Digital, International und Services. Zu den Betrieben der Wien Holding zählen heute unter anderem:
- ARWAG Holding-Aktiengesellschaft
- Central Danube Region Marketing und Development GmbH (betreibt den Twin City Liner)
- DDSG Blue Danube Schifffahrt GmbH
- EU-Förderagentur GmbH
- EuroViennam EU-consulting & -management GmbH
- Hafen Wien GmbH
- Haus der Musik Museum GmbH
- Jüdisches Museum Wien GmbH
- KunstHausWien GmbH
- Mozarthaus Vienna Errichtungs- und Betriebs GmbH
- Musik und Kunst Privatuniversität der Stadt Wien GmbH
- Schloss Laxenburg Betriebsgesellschaft m.b.H
- Therme Wien Ges.m.b.H
- UIV Urban Innovation Vienna GmbH
- Vereinigte Bühnen Wien GmbH: Raimundtheater, Ronacher und Theater an der Wien
- WH Media GmbH (betreibt den regionalen Kabelfernsehsender W24)
- WH Digital Services GmbH
- WH International Services GmbH
- Wien Holding Sport GmbH
- Wiener Donauraum Länden und Ufer Betriebs- und Entwicklung GmbH
- Wiener Sportstätten Betriebsgesellschaft m.b.H.
- Wiener Stadthalle Betriebs- und Veranstaltungsgesellschaft m.b.H.
- WSE Wiener Standortentwicklung GmbH (dazu gehören unter anderem base – home for students GmbH, GMW Großmarkt     Wien Betrieb GmbH, VIECON Wiener Messe und Congress GmbH, WIP Wiener Infrastruktur Projekt GmbH)

## Geschäftsführung
2002 wurde Peter Hanke zu einem von zwei Geschäftsführern bestellt, 2009 wurde Sigrid Oblak neben ihm zweite Geschäftsführerin der Wien Holding. Mit dem Wechsel Hankes in Landesregierung und Stadtsenat Ludwig I im Mai 2018 übernahm Prokuristin Doris Rechberg-Missbichler dessen Agenden als interimistische Geschäftsführerin der Wien Holding. Mit 1. September 2018 folgt Kurt Gollowitzer, der bisherige Geschäftsführer der Stadthalle Wien, als Wien Holding-Geschäftsführer. Sigrid Oblak wurde in ihrer Funktion als Geschäftsführerin bestätigt. 2022 wurde Oliver Stribl zum dritten Geschäftsführer bestellt. Seit März 2024 sind Kurt Gollowitzer und Oliver Stribl die beiden Geschäftsführer der Wien Holding.